# Canada Act 1982
Canada Act 1982 var den brittiska parlamentsakt från mars 1982, vilken gav Kanada rätt att ändra sin konstitution utan krav på godkännande från det brittiska parlamentet. Runt 1967, 15 år före lagens införande, hade Kanada under det gångna århundradet gradvis i princip erhållit fullt självbestämmande över sina lagar, utom just konstitutionen. 1982 års förändringar föregicks av stor debatt.

### Fotnoter
1. ↑  ”Proclamation of the Constitution Act, 1982” (på engelska). Library and Archives Canada. Arkiverad från originalet den 11 februari 2017. https://web.archive.org/web/20170211083245/http://www.bac-lac.gc.ca/eng/discover/politics-government/proclamation-constitution-act-1982/Pages/proclamation-constitution-act-1982.aspx. Läst 10 november 2015.